# تیم ملی والیبال زنان لسوتو
تیم ملی والیبال زنان لسوتو تیمی است که کشور لسوتو را در رقابت‌های بین‌المللی والیبال زنان نمایندگی می‌کند. این تیم زیر نظر فدراسیون والیبال لسوتو (LVA) فعالیت دارد و در سال ۱۹۸۸ به عضویت فدراسیون بین‌المللی والیبال (FIVB) درآمد.
تاکنون این تیم در هیچ‌یک از مسابقات مهم بین‌المللی نظیر بازی‌های المپیک، قهرمانی جهان یا جام جهانی والیبال شرکت نکرده‌است و همچنین در رده‌بندی جهانی والیبال زنان تا سال ۲۰۱۲ حضور نداشته‌است.

## مسابقات بین‌المللی

### لسوتو در مسابقات قهرمانی جهان
تیم ملی لسوتو تاکنون نتوانسته است برای حضور در مسابقات قهرمانی جهان راه‌یابی کند.

### لسوتو در بازی‌های المپیک
تا کنون تیم لسوتو موفق به کسب سهمیه برای حضور در رقابت‌های المپیک تابستانی نشده است.

### لسوتو در مسابقات قهرمانی آفریقا
تاکنون تیم ملی لسوتو هیچ‌گونه حضوری در مسابقات والیبال قهرمانی آفریقا نداشته است:
| - ۱۹۷۶: عدم راه‌یابی - ۱۹۸۵: عدم راه‌یابی - ۱۹۸۷: عدم راه‌یابی - ۱۹۸۹: عدم راه‌یابی - ۱۹۹۱: عدم راه‌یابی - ۱۹۹۳: عدم راه‌یابی - ۱۹۹۵: عدم راه‌یابی - ۱۹۹۷: عدم راه‌یابی | - ۱۹۹۹: عدم راه‌یابی - ۲۰۰۱: عدم راه‌یابی - ۲۰۰۳: عدم راه‌یابی - ۲۰۰۵: عدم راه‌یابی - ۲۰۰۷: عدم راه‌یابی - ۲۰۰۹: عدم راه‌یابی - ۲۰۱۱: عدم راه‌یابی |

### لسوتو در بازی‌های آفریقا
تیم والیبال زنان لسوتو تاکنون در مسابقات بازی‌های آفریقا حضور نداشته است.

### لسوتو در جام جهانی والیبال
لسوتو تاکنون موفق به حضور در جام جهانی والیبال – که مسابقه‌ای برای کسب سهمیه المپیک است – نشده است.

### لسوتو در گرند پری جهانی والیبال
گرند پری جهانی والیبال تاکنون بدون حضور تیم لسوتو برگزار شده است.